# آدولف شن
آدولف شن (انگلیسی: Adolf Schön; ۸ آوریل ۱۹۰۶ – ۲ اوت ۱۹۸۷) دوچرخه‌سوار اهل آلمان بود.